# Nono (italianismo)

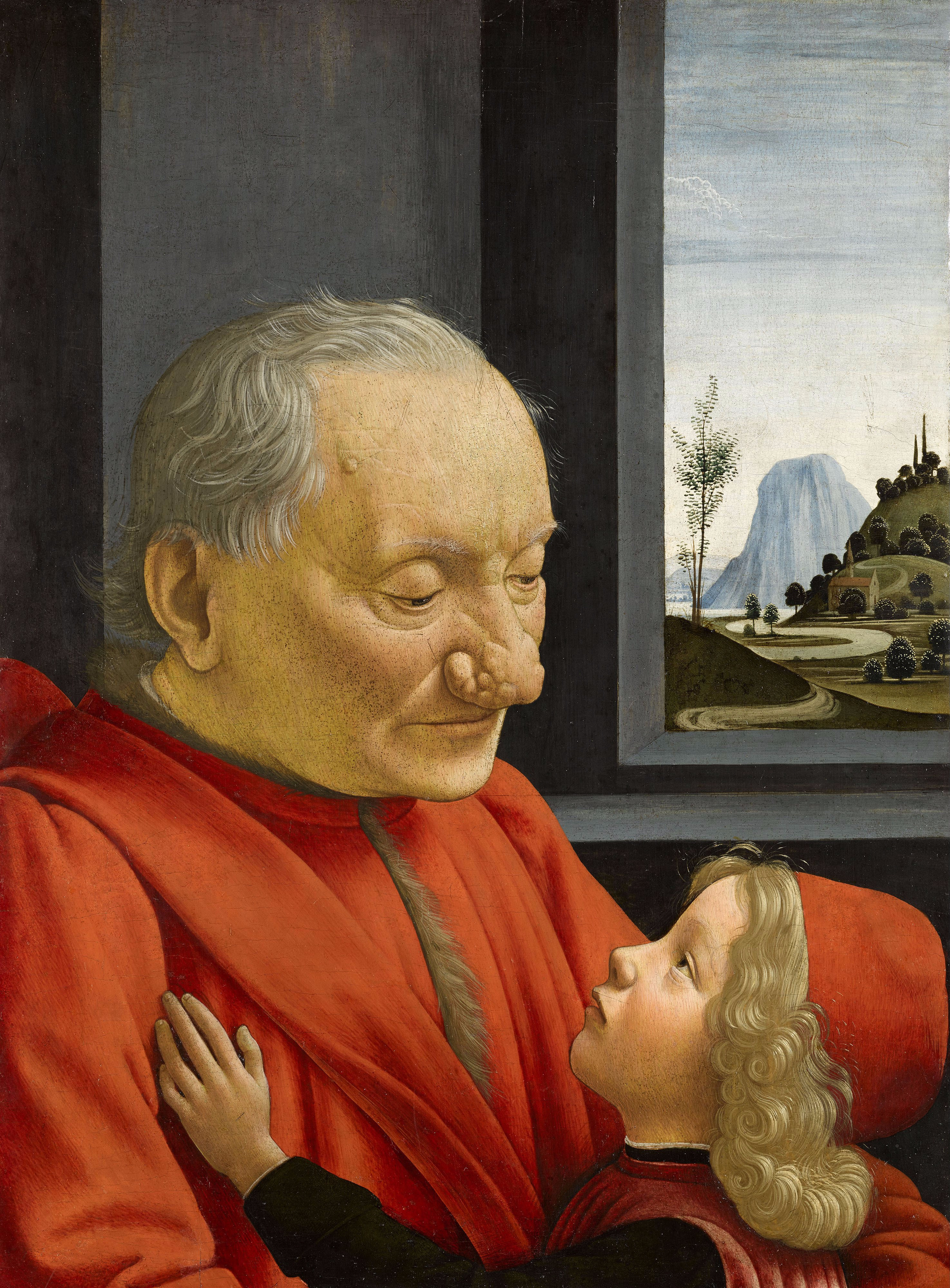
Un anciano con su nieto, cuadro de Domenico Ghirlandaio.

El término «nono, -a», derivado del italiano nonno y nonna, se emplea como apelativo para referirse a los abuelos en Argentina, Chile, Uruguay y el occidente de Venezuela, de acuerdo con el Diccionario de americanismos.

## Etimología
La palabra proviene del italiano nonno (‘abuelo’) y nonna (‘abuela’) y, a su vez, del latín tardío nonnus (‘monje’), con el significado de ‘el que nutre, el que alimenta’; nonna es un derivado de este último. Con el tiempo, adquirió un carácter familiar y se consolidó mediante procesos de simplificación fonética y repetición. Este préstamo lingüístico se propagó en América Latina a raíz de la emigración italiana durante los siglos XIX y XX. En particular, en Argentina, Uruguay y Venezuela, las comunidades italianas conservaron sus tradiciones y dejaron su influencia en la cultura y la lengua.
En Argentina, con el proceso de modernización, el término se registró en la provincia de Buenos Aires y se reflejó en el lunfardo y en las letras de tango. En la actualidad, alrededor del 70 % de la población argentina tiene ascendencia italiana. En Uruguay, si bien su uso se limita principalmente a familias de origen italiano, predomina en el sur, en el centro y en el este del país. En Chile, su empleo es más común en entornos urbanos.
En el estado Táchira, Venezuela, la presencia de inmigrantes italianos fue notable. Aunque esta comunidad era reducida, los italianismos eran habituales en el habla coloquial. Con el tiempo, esta influencia se ha extendido y, en algunos casos, ha trascendido las familias de origen italiano para incorporarse al dialecto santandereano-tachirense.[cita requerida]